# 수생제넷
수생제넷(Genetta piscivora)은 사향고양이과에 속하는 제넷고양이의 일종이다. 콩고민주공화국 북동부 지역에서 관찰된 바 있는 작은 육식동물이다. 약 30여 점의 표본만이 알려져 있기 때문에 1996년 이후 IUCN 적색 목록에서 정보부족종(DD, Data Deficient Species)으로 지정, 분류하고 있으며 아프리카에 서식하는 식육목 종에서 가장 희귀한 종의 하나로 간주하고 있다. 1919년 알렌(Joel Asaph Allen)이 새로운 속과 신종으로 수생제넷을 처음 기술했고, 당시 학명은 Osbornictis piscivora이었다. 분자생물학적 증거에 기반하여, 2004년에 재사정했으며 이제는 제넷속에 속하는 종으로 간주하고 있다.